# Mordellistena terminata
Mordellistena terminata är en skalbaggsart som beskrevs av Ray 1946. Mordellistena terminata ingår i släktet Mordellistena och familjen tornbaggar. Inga underarter finns listade i Catalogue of Life.